# Mastrinka
Mastrinka (italienska: Santa Croce) är en ort i Kroatien. Orten har 947 invånare (2011) och tillhör  administrativt staden Trogir i Split-Dalmatiens län. 

## Geografi
Mastrinka är beläget vid havet på den norra delen av ön Čiovo, sydöst om Trogirs historiska stadskärna. Över sundet åt nordost, på fastlandet, ligger Splits flygplats. Öster om Mastrinka ligger orten Arbanija och till söder orten Žedno.

## Demografi
Av Mastrinkas 947 invånare är 477 kvinnor och 470 män (2011).
| Befolkningsutveckling 1857–2011* Källa: Kroatiska statistiska centralbyrån              | Befolkningsutveckling 1857–2011* Källa: Kroatiska statistiska centralbyrån | Befolkningsutveckling 1857–2011* Källa: Kroatiska statistiska centralbyrån | Befolkningsutveckling 1857–2011* Källa: Kroatiska statistiska centralbyrån | Befolkningsutveckling 1857–2011* Källa: Kroatiska statistiska centralbyrån | Befolkningsutveckling 1857–2011* Källa: Kroatiska statistiska centralbyrån | Befolkningsutveckling 1857–2011* Källa: Kroatiska statistiska centralbyrån | Befolkningsutveckling 1857–2011* Källa: Kroatiska statistiska centralbyrån | Befolkningsutveckling 1857–2011* Källa: Kroatiska statistiska centralbyrån | Befolkningsutveckling 1857–2011* Källa: Kroatiska statistiska centralbyrån | Befolkningsutveckling 1857–2011* Källa: Kroatiska statistiska centralbyrån | Befolkningsutveckling 1857–2011* Källa: Kroatiska statistiska centralbyrån | Befolkningsutveckling 1857–2011* Källa: Kroatiska statistiska centralbyrån | Befolkningsutveckling 1857–2011* Källa: Kroatiska statistiska centralbyrån | Befolkningsutveckling 1857–2011* Källa: Kroatiska statistiska centralbyrån | Befolkningsutveckling 1857–2011* Källa: Kroatiska statistiska centralbyrån |
| --------------------------------------------------------------------------------------- | -------------------------------------------------------------------------- | -------------------------------------------------------------------------- | -------------------------------------------------------------------------- | -------------------------------------------------------------------------- | -------------------------------------------------------------------------- | -------------------------------------------------------------------------- | -------------------------------------------------------------------------- | -------------------------------------------------------------------------- | -------------------------------------------------------------------------- | -------------------------------------------------------------------------- | -------------------------------------------------------------------------- | -------------------------------------------------------------------------- | -------------------------------------------------------------------------- | -------------------------------------------------------------------------- | -------------------------------------------------------------------------- |
| 1857                                                                                    | 1869                                                                       | 1880                                                                       | 1890                                                                       | 1900                                                                       | 1910                                                                       | 1921                                                                       | 1931                                                                       | 1948                                                                       | 1953                                                                       | 1961                                                                       | 1971                                                                       | 1981                                                                       | 1991                                                                       | 2001                                                                       | 2011                                                                       |
| 0                                                                                       | 0                                                                          | 0                                                                          | 0                                                                          | 0                                                                          | 0                                                                          | 0                                                                          | 0                                                                          | 0                                                                          | 0                                                                          | 0                                                                          | 0                                                                          | 0                                                                          | 0                                                                          | 932                                                                        | 947                                                                        |
| *Fram tills den administrativa förändringen år 2001 tillhörde Mastrinka orten Arbanija. |                                                                            |                                                                            |                                                                            |                                                                            |                                                                            |                                                                            |                                                                            |                                                                            |                                                                            |                                                                            |                                                                            |                                                                            |                                                                            |                                                                            |                                                                            |